# María Ibarreta
María de los Ángeles Ibarreta (Buenos Aires; 19 de marzo de 1953) es una actriz argentina de teatro, cine y televisión.

## Biografía
El 19 de marzo de 1953 nace María de los Ángeles Ibarreta, actriz argentina que hasta fines de la década de 1970 actuó con el seudónimo de Mariángeles. Desarrolló una tarea actoral muy reconocida y ecléctica, trabajando en cine, teatro y televisión a lo largo de su extensa carrera. Fue pareja, durante muchos años, del dramaturgo Osvaldo "Chacho" Dragún.

## Filmografía[2]

### Cine
| Películas | Películas                       | Películas         | Películas              |
| Año       | Título                          | Personaje         | Director               |
| --------- | ------------------------------- | ----------------- | ---------------------- |
| 1957      | Cinco gallinas y el cielo       |                   | Rubén W. Cavallotti    |
| 1958      | Isla brava                      | Anita (niña)      | Mario Soffici          |
| 1961      | Tiernas ilusiones               |                   | Dino Minitti           |
| 1962      | Dr. Cándido Pérez, señoras      |                   | Emilio Vieyra          |
| 1963      | Barcos de papel                 |                   | Román Viñoly Barreto   |
| 1964      | Canuto Cañete y los 40 ladrones | Joven secuestrada | Leo Fleider            |
| 1967      | Ya tiene comisario el pueblo    | Rita              | Enrique Carreras       |
| 1968      | Hay que matar a Drácula         | Lucy              | Alberto Rinaldi        |
| 1969      | El salame                       |                   | Fernando Siro          |
| 1970      | Los muchachos de mi barrio      | Elsita            | Enrique Carreras       |
| 1971      | Balada para un mochilero        | Renata            | Carlos Rinaldi         |
| 1977      | Así es la vida                  | Adela             | Enrique Carreras       |
| 1982      | Señora de nadie                 | Dolores           | María Luisa Bemberg    |
| 2015      | Francisco: el padre Jorge       | Patricia          | Beda Docampo Feijóo    |
| 2019      | Lo habrás imaginado             | Carmen            | Victoria Chaya Miranda |

### Telenovelas
| Año       | Título                 | Papel              | Notas    |
| --------- | ---------------------- | ------------------ | -------- |
| 1963      | Caer en la tentación   | Norma              | Canal 13 |
| 1965      | Los hermanos           | Manuela            | Canal 13 |
| 1972-1974 | Malevo                 | Raquel             | Canal 9  |
| 1976      | Alguna vez, algún día  | Yolanda            | Canal 9  |
| 1977      | Pablo en nuestra piel  | Magalí             | Canal 13 |
| 1979      | Chau, amor mío         | Roberta            | Canal 13 |
| 1980      | El coraje de querer    | Vicky              | Canal 9  |
| 1980      | Rosa... de lejos       | Angélica           | ATC      |
| 1981      | Un latido distinto     | Gabriela           | ATC      |
| 1982      | Los cien días de Ana   | Silvana            | ATC      |
| 1987      | Estrellita mía         | Mirta              | Canal 11 |
| 1991      | Los Libonatti          | María              | Canal 9  |
| 1993      | Apasionada             | Sonia              | Canal 9  |
| 1998      | Verano del 98          | Silvia             | Telefe   |
| 2001      | Los médicos de hoy 2   | Mercedes           | Canal 13 |
| 2002      | El precio del poder    | Magdalena          | Canal 9  |
| 2003      | Resistiré              | Betty              | Canal 13 |
| 2006      | El tiempo no para      | Susana             | Canal 9  |
| 2007      | Mujeres de nadie       | Elsa               | Canal 13 |
| 2010      | Secretos de amor       | Sebastiana         | Telefe   |
| 2011      | El elegido             | Elena Nevares Sosa | Telefe   |
| 2013      | Mis amigos de siempre  | Thelma             | Eltrece  |
| 2017      | Quiero vivir a tu lado | Norma de Petrucci  | Eltrece  |

### Series y unitarios
| Series de televisión | Series de televisión         | Series de televisión | Series de televisión |
| Año                  | Serie                        | Personaje            | Canal                |
| -------------------- | ---------------------------- | -------------------- | -------------------- |
| 1970                 | El monstruo no ha muerto     | Esther               | Canal 9              |
| 1970                 | Festibiondi                  |                      | Canal 13             |
| 1973                 | Teatro de Pacheco            |                      | Canal 9              |
| 1973-1974            | Humor a la italiana          | Varios               | Canal 9              |
| 1974                 | Vermouth de teatro argentino | Varios               | Canal 9              |
| 1971-1993            | Alta comedia                 | Varios               | Canal 9              |
| 1980-1982            | Los especiales de ATC        | Varios               | ATC                  |
| 1981                 | Hay que educar a papá        | Polly                | ATC                  |
| 1982                 | Noche estelar                | Renata               | ATC                  |
| 1982                 | Los siete pecados capitales  | Teodora              | ATC                  |
| 1982                 | Área peligrosa               | Liliana              | Canal 9              |
| 1983                 | Las 24 horas                 | Varios               | Canal 13             |
| 1984                 | Los gringos                  | Molly                | ATC                  |
| 1984                 | Situación límite             | Varios               | ATC                  |
| 1985                 | Momento de incertidumbre     | Rita                 | Canal 13             |
| 1987                 | Ficciones                    | Verónica             | ATC                  |
| 1990                 | La bonita página             | Teresa               | ATC                  |
| 1990                 | Detective de señoras         | Mónica               | Canal 13             |
| 1990                 | Atreverse                    | Stella Maris         | Telefe               |
| 1992                 | Amores                       | Inés                 | Telefe               |
| 1999                 | La mujer del presidente      | Andrea               | Telefe               |
| 2004                 | Locas de amor                | Norma                | Canal Trece          |
| 2006                 | Mujeres asesinas             | Hilda                | Canal Trece          |
| 2008                 | Tinta argentina              | Paulina              | Canal 7              |
| 2011                 | Maltratadas                  | Fátima               | América Televisión   |
| 2013                 | Historias de corazón         | Alicia               | Telefe               |
| 2016                 | Todos comen                  | Marta                | Canal 3              |
| 2016                 | Según Roxi                   | Amelia               | Televisión Pública   |

## Teatro
- En boca cerrada (2017)
- Gigoló (2015)
- Un día de verano (2013)
- El Organito (2013)
- Los pájaros cantan en griego (2013)
- Vuelo a Capistrano (2011)
- Ceremonia Enamorada (2009)
- La muerte de un viajante (2007)
- Las varaciones Goldberg (2005)
- El retrato del Pibe (2002)
- Israfel (2001)
- Lágrimas en el Sahara (2001)
- Ya nadie recuerda a Frederic Chopin (1998)
- El puente (1998)
- La jabonería de Vieytes (1997)
- Las gemelas (1995)
- Ludibrio y Eutrapelia (1993)
- El Delirio de Osvaldo Dragún (1992)
- Pero me quedo (1990)
- Madre coraje (1989)
- Acordate de la Francisca (1987)
- Arriba Corazón (1987)
- De a uno (1983)
- Historias para ser contadas (1982)
- Los hermanos queridos (1979)